# Jiří Veselý (matematik)
doc. RNDr. Jiří Veselý, CSc. (* 1940 Ostrava) je český matematik.

## Životopis
V dětském věku se s rodiči z Ostravy přestěhoval do Čech. Roku 1962 absolvoval Matematicko-fyzikální fakultu UK, obor Matematická analýza. Od roku 1962 vědecky a pedagogicky působí. Po absolvování vojenské služby nastoupil na tehdejší Katedru aplikované matematiky. Přednášel základní kurzy matematické analýzy a byl činný i v orgánech fakulty. Je autorem několika učebnic. Věnuje se popularizaci matematiky, zabývá se také její historií. Podílel se také na projektech Akademie věd.

## Dílo (výběr)
KRÁL - NETUKA - VESELÝ: Teorie potenciálu I–IV. Praha, SPN 1976–1977